# Terlano-Andriano
Terlano-Andriano (wł. Stazione di Terlano-Andriano, niem: Bahnhof Terlan-Andrian) – stacja kolejowa w Terlan (wł. Terlano), w prowincji Bolzano, w niemieckojęzycznym regionie Trydent-Górna Adyga, we Włoszech. Znajduje się na linii Bolzano – Merano. Obsługuje również pobliską gminę Andrian (wł. Andriano).
Według klasyfikacji RFI ma kategorię brązową.